# Ambulyx consanguis
Ambulyx consanguis är en fjärilsart som beskrevs av Butler 1881. Ambulyx consanguis ingår i släktet Ambulyx och familjen svärmare. Inga underarter finns listade i Catalogue of Life.